# Saison 2002-2003 de l'ISL
Saison précédente
La saison 2002-03 est la septième et dernière saison de hockey sur glace disputée au Royaume-Uni sous le nom de Ice Hockey Superleague. Alors qu'il n'y pas plus que sept équipes qui participent au championnat mais peu de temps après le début du championnat, le Manchester Storm cesse ses activités puis c'est au tour des Ayr Scottish Eagles de faire de même. La saison se finit alors à cinq équipes mais en novembre 2002, les Bracknell Bees annoncent qu'ils rejoindront British National League la saison d'après. En mars 2003, les London Knights ont un futur sombre alors que leur patinoire, le London Arena, ferme à la fin de la saison.

## Championnat
Chaque équipe joue huit matchs de la saison régulière contre chacune des autres équipes, quatre à domicile et quatre en déplacement. À la suite des arrêts du Storm et des Eagles, les matchs joués par les deux équipes sont annulés. À l'issue de la saison, les cinq équipes jouent les séries éliminatoires.
Classement final
| Équipe              | PJ | V  | N | DP | D  | BP  | BC  | Pts |
| ------------------- | -- | -- | - | -- | -- | --- | --- | --- |
| Sheffield Steelers  | 32 | 18 | 5 | 1  | 8  | 86  | 57  | 42  |
| Belfast Giants      | 32 | 17 | 6 | 1  | 8  | 111 | 78  | 41  |
| Nottingham Panthers | 32 | 15 | 4 | 0  | 13 | 92  | 92  | 34  |
| London Knights      | 32 | 11 | 8 | 1  | 12 | 87  | 90  | 31  |
| Bracknell Bees      | 32 | 5  | 5 | 2  | 20 | 71  | 130 | 17  |

Statistiques des deux autres équipes
| Équipe              | PJ | V | N | DP | D | BP | BC | Pts |
| ------------------- | -- | - | - | -- | - | -- | -- | --- |
| Manchester Storm    | 6  | 3 | 3 | 0  | 0 | 15 | 24 | 6   |
| Ayr Scottish Eagles | 8  | 2 | 6 | 0  | 0 | 20 | 34 | 4   |

## Séries éliminatoires
Les séries éliminatoires sont constituées d'une poule unique avec seize nouvelles rencontres. À l'issue de cette phase de poule, les quatre meilleures équipes sont qualifiées pour les demi-finale du championnat.

### Phase de poule
| Équipe              | PJ | V  | N | DP | D  | BP | BC | Pts |
| ------------------- | -- | -- | - | -- | -- | -- | -- | --- |
| Belfast Giants      | 16 | 12 | 1 | 1  | 2  | 65 | 36 | 26  |
| London Knights      | 16 | 10 | 2 | 0  | 4  | 55 | 42 | 22  |
| Nottingham Panthers | 16 | 10 | 1 | 0  | 5  | 55 | 42 | 21  |
| Sheffield Steelers  | 16 | 2  | 1 | 3  | 10 | 28 | 52 | 8   |
| Bracknell Bees      | 16 | 3  | 1 | 0  | 12 | 41 | 72 | 7   |

### Tournoi final
Arbre de qualification
|  | Demi-finales        | Demi-finales   |                |   | Finale | Finale |
|  | Demi-finales        | Demi-finales   |                |   | Finale | Finale |
|  |                     |                |                |   |        |        |
|  |                     |                |                |   |        |        |
|  |                     |                |                |   |        |        |
|  | Belfast Giants      | 1              |                |   |        |        |
|  | Belfast Giants      | 1              |                |   |        |        |
|  | Sheffield Steelers  | 0              |                |   |        |        |
|  | Sheffield Steelers  | 0              | Belfast Giants | 5 |        |        |
|  |                     |                | Belfast Giants | 5 |        |        |
|  |                     | London Knights | 3              |   |        |        |
|  | London Knights      | London Knights | 3              | 4 |        |        |
|  | London Knights      |                |                | 4 |        |        |
|  | Nottingham Panthers | 3              |                |   |        |        |
|  | Nottingham Panthers | 3              |                |   |        |        |

Les Belfast Giants sont les derniers champions de la ligue après avoir éliminé les doubles vainqueurs des séries et meilleure équipe de la saison régulière à la suite de la séance de tirs de fusillade. 

## Récompenses et meneurs

### Trophées
Trophées annuels
- Entraîneur de l'année – Mike Blaisdell, Sheffield Steelers
- Joueur de l'année – Joel Laing, Sheffield Steelers

### Équipes type
| Première équipe                 | Poste | Seconde équipe                   |
| ------------------------------- | ----- | -------------------------------- |
| Joel Laing, Sheffield Steelers  | G     | Ryan Bach, Belfast Giants        |
| Robby Sandrock, Belfast Giants  | D     | Dion Darling, Sheffield Steelers |
| Marc Laniel, Sheffield Steelers | D     | Jim Paek, Nottingham Panthers    |
| Lee Jinman, Nottingham Panthers | A     | Greg Hadden, Nottingham Panthers |
| Dan Ceman, Bracknell Bees       | A     | Rhett Gordon, Sheffield Steelers |
| Paxton Schulte, Belfast Giants  | A     | Kevin Riehl, Belfast Giants      |

### Meilleurs joueurs
Les meilleurs joueurs au niveau des statistiques sont : 
- 36 points pour Lee Jinman (Nottingham Panthers)[5]
- 16 buts pour Den Ceman (Bracknell Bees)
- 24 aides pour Lee Jinman (Nottingham Panthers) et Robby Sandrock (Belfast Giants)
- 155 minutes de pénalité pour Barry Nieckar (Nottingham Panthers)